# Pierre-Châtel
Pierre-Châtel és un municipi francès situat al departament de la Isèra i a la regió d'Alvèrnia-Roine-Alps. L'any 2007 tenia 1.234 habitants.

## Demografia

### Població
El 2007 la població de fet de Pierre-Châtel era de 1.234 persones. Hi havia 512 famílies de les quals 132 eren unipersonals (64 homes vivint sols i 68 dones vivint soles), 164 parelles sense fills, 192 parelles amb fills i 24 famílies monoparentals amb fills.
La població ha evolucionat segons el següent gràfic:
Habitants censats

### Habitatges
El 2007 hi havia 707 habitatges, 523 eren l'habitatge principal de la família, 67 eren segones residències i 117 estaven desocupats. 591 eren cases i 116 eren apartaments. Dels 523 habitatges principals, 394 estaven ocupats pels seus propietaris, 96 estaven llogats i ocupats pels llogaters i 33 estaven cedits a títol gratuït; 2 tenien una cambra, 18 en tenien dues, 101 en tenien tres, 151 en tenien quatre i 251 en tenien cinc o més. 406 habitatges disposaven pel capbaix d'una plaça de pàrquing. A 205 habitatges hi havia un automòbil i a 261 n'hi havia dos o més.

### Piràmide de població
La piràmide de població per edats i sexe el 2009 era:
| Homes | Edats   | Dones |
| ----- | ------- | ----- |
| 0     | 95 o +  | 0     |
| 0     | 90 a 94 | 0     |
| 4     | 85 a 89 | 0     |
| 4     | 80 a 84 | 16    |
| 28    | 75 a 79 | 36    |
| 32    | 70 a 74 | 28    |
| 20    | 65 a 69 | 44    |
| 24    | 60 a 64 | 28    |
| 36    | 55 a 59 | 40    |
| 32    | 50 a 54 | 48    |
| 72    | 45 a 49 | 36    |
| 44    | 40 a 44 | 48    |
| 44    | 35 a 39 | 56    |
| 52    | 30 a 34 | 60    |
| 28    | 25 a 29 | 32    |
| 44    | 20 a 24 | 12    |
| 28    | 15 a 19 | 36    |
| 52    | 10 a 14 | 24    |
| 52    | 5 a 9   | 44    |
| 24    | 0 a 4   | 36    |

## Economia
El 2007 la població en edat de treballar era de 793 persones, 573 eren actives i 220 eren inactives. De les 573 persones actives 543 estaven ocupades (287 homes i 256 dones) i 30 estaven aturades (18 homes i 12 dones). De les 220 persones inactives 94 estaven jubilades, 61 estaven estudiant i 65 estaven classificades com a «altres inactius».

### Ingressos
El 2009 a Pierre-Châtel hi havia 561 unitats fiscals que integraven 1.402 persones, la mediana anual d'ingressos fiscals per persona era de 18.619 €.

### Activitats econòmiques
Dels 41 establiments que hi havia el 2007, 1 era d'una empresa extractiva, 2 d'empreses alimentàries, 1 d'una empresa de fabricació d'altres productes industrials, 5 d'empreses de construcció, 5 d'empreses de comerç i reparació d'automòbils, 5 d'empreses de transport, 3 d'empreses d'hostatgeria i restauració, 1 d'una empresa d'informació i comunicació, 2 d'empreses financeres, 1 d'una empresa immobiliària, 3 d'empreses de serveis, 10 d'entitats de l'administració pública i 2 d'empreses classificades com a «altres activitats de serveis».
Dels 9 establiments de servei als particulars que hi havia el 2009, 1 era una oficina de correu, 2 paletes, 2 guixaires pintors, 1 lampisteria, 1 perruqueria i 2 restaurants.
Dels 4 establiments comercials que hi havia el 2009, 1 era una fleca, 2 carnisseries i 1 una llibreria.
L'any 2000 a Pierre-Châtel hi havia 18 explotacions agrícoles que ocupaven un total de 623 hectàrees.

## Equipaments sanitaris i escolars
El 2009 hi havia 2 escoles elementals.

## Poblacions més properes
El següent diagrama mostra les poblacions més properes.